# Отто Бумбель
Отто Бумбель (порт. Otto Bumbel, 6 липня 1914, Такуара — 2 серпня 1998, Порту-Алегрі) — бразильський футбольний тренер..

## Кар'єра тренера
Як гравець Бумбель виступав у бразильських клубах «Фламенго» та «Корінтіанс», але набагато більших успіхів він добився ставши тренером. Почавши тренерську кар'єру на батьківщині, і попрацювавши в таких клубах як «Фламенго», «Греміо» та «Крузейро» (Порту-Алегрі), у 1951 році Бумбель переїхав у Коста-Рику, де спочатку тренував найсильніший клуб країни «Сапрісса», який привів до історичного першого чемпіонства у 1953 році, а потім очолював національну збірну.
У 1956 році Бумбель переїхав в Європу, де тренував різні португальські та іспанські клуби до самого кінця своєї кар'єри. В Португалії, разом із «Порту» він перемагав в чемпіонаті країни, і завойовував національний кубок. В Іспанії Бумбель тренував цілий ряд відомих клубів, серед яких «Валенсія», «Севілья» та «Атлетіко Мадрид», з «Атлетіко» він завойовував Кубок Іспанії.
Останнім місцем тренерської роботи був клуб «Расінг», головним тренером команди якого Отто Бумбель був протягом 1979 року.
Помер 2 серпня 1998 року на 85-му році життя у місті Порту-Алегрі.

## Титули і досягнення

### Як тренера
- Володар Кубка Португалії (1):

«Порту»: 1957–58
- Володар Кубка Іспанії (1):

«Атлетіко»: 1964–65